# Eumecosoma calverti
Eumecosoma calverti là một loài ruồi trong họ Asilidae. Eumecosoma calverti được Hine miêu tả năm 1917. Loài này phân bố ở vùng Tân nhiệt đới.